# رساله سه شیاد
رساله سه شیاد De tribus impostoribus که متن تکمیل شده آن احتمالاً به دهه‌های آخر قرن هفدهم بازمی‌گردد، پیامبران الهی موسی و عیسی و محمد را نقد کرده و آنان را شیاد نامیده‌است
...
تألیف این کتاب را مرتجعینی که از مسیح ابزار قدرت می‌ساختند، بارها به مخالفین خودشان نسبت دادند و جووانی بوکاچیو که یکی از چهره‌های برجسته تاریخ ادبیات ایتالیاست، همچنین پیترو آرتینو و باروخ اسپینوزا... متهم شدند که گویا آنان سه شیاد را نوشته‌اند (که البته واقعیت نداشت) 
نویسنده رساله که مشخص نیست چه کسی است، موسی، عیسی و محمد را شیادانی می‌داند که با تبلیغ خرافات پیروان خود را بازی داده‌اند. در کتاب اشاره شده که این سه نفر با زیرکی سیاسی از مناسبات زمانهٔ خود بهره‌برداری کرده‌اند. هر سه در میان مردمی نادان و اسیر خرافات می‌زیستند و لذا حرفشان خریدار پیدا کرد و دکانشان پر رونق شد.
از دید نویسنده سه شیاد، انگیزه پیامبر اسلام جز قدرت‌طلبی و کسب شهرت نبود و گرچه گفته‌اند سواد نداشته، اما چون سفرکرده بود و با تجربه، می‌دانست چگونه مردم را خواب و خام کند.
مسیح نیز اگر مثل موسی و محمد قدرت داشت، رفتار دیگری پیشه می‌کرد. چون قدرت نداشت به اخلاقی درونی بسنده نمود و دیدیم که فرصت‌طلبانه با قیصر سازش کرد. 
رساله سه شیاد تأکید می‌کند موسی و عیسی و محمد (هر سه) برای فریب هواداران خودشان، هاله‌ای از تقدس به دور خود می‌پیچیدند. محمد و موسی ادعا می‌کردند که مستقیم و غیرمستقیم با خدا در تماس‌اند.
عیسی هم ادعا می‌کرد که فرزند روح‌القدس و مریم باکره‌است. درحالیکه مریم معشوقهٔ سربازی رومی به نام «پانته‌را» بوده که احتمالاً همان پدر عیسی بوده‌است.
به ادعای نویسنده، دوباره زنده‌شدن عیسی، ملهم از نوشته‌های هرودت مورخ یونان باستان دربارهٔ پادشاهی از قوم کهن هندواروپایی است که خود را برای مدتی طولانی از چشم مردم پنهان ساخته بود تا وقتی دوباره ظاهر شد همه، خرافه‌های او را بپذیرند.
موسی هم سرانجام در مکانی نامعلوم خودکشی کرده تا جنازه‌اش پیدا نشود و پیروانش تصور کنند که به آسمان نزد خدا شتافته‌است.
محمد به همراه فردی دیگر در غاری رفت و ادعای پیامبری نمود و بعد از این عوام‌فریبی به پیروانش دستور داد در ورودی آن غار را مسدود کنند تا آن همدستش آنجا حبس شود و شعبده بازی او را که ادعای پیامبری نموده بود، افشا نکند.
محمد و آن دو پیامبر دیگر (موسی و عیسی) با ترساندن هواداران خودشان از خشم الهی و با دادن وعده‌های توخالی و با بازی گرفتن آنها، گولشان می‌زدند که ما پیامبر هستیم و رسالت الهی داریم. این سه نفر خودشان هم به حرفهای خودشان باور نداشتند.
...
نویسنده رساله مزبور حرف درستی هم می‌زند:
اگر چه شناخت حقیقت برای آدمیان اهمیت دارد، اما جز تعدادی اندک به دنبال آن نمی‌روند. بیشتر مردم توانایی پژوهش مستقل را ندارند و چه بسا نمی‌خواهند زحمت آن را بر خود تحمیل کنند؛ بنابراین تعجب ندارد که جهان ما پر است از عقاید بی‌بنیاد که از طریق هیچ چیز بیشتر از نادانی گسترش نمی‌یابند...
وی ادامه می‌دهد: آدمی به پیشداوری‌هایی که میراث پیشینیان است چسبیده و در مهم‌ترین امور به سخنان کسانی اعتماد می‌کند که در پی منافع شخصی هستند. غافل از اینکه باید به عقل سلیم خود رو بیآورد و بس.